# Austrijska nogometna reprezentacija
Austrijska nogometna reprezentacija  je nogometna reprezentacija koja predstavlja državu Austriju. Domaće utakmice igra na Ernst Happel Stadionu u Beču. Najveći uspjeh im je osvajanje srebra na Olimijskim igrama 1936. i treće mjesto na Svjetskom prvenstvu 1954.

## Povijest

### Predratno stanje
Austrijski nogometni savez osnovan je 18. ožujka 1904., za vrijeme Austro-Ugarske. Sastav je uživao uspjehe u 1930-ima, pod trenerom Hugom Meislom, bio dominantan u Europi, te zarađuje nadimak "Wunderteam". 
Dana 16. svibnja 1931., postali su prvi europski sastav koji je zadao poraz Škotskoj.
Na Svjetskom prvenstvu 1934., završili su četvrti nakon poraza 0:1 od Italije u polufinalu, i 3:2 od Njemačke u borbi za treće mjesto. Bili su drugoplasirani u Olimpijskim igrama 1936., ponovno su izgubili od Italije, 2:1. 
Reprezentacija se kvalificirala na Svjetsko prvenstvo 1938., ali zbog Anschlussa 12. ožujka iste godine, Austrija je pripojena Njemačkoj. Već 28. ožujka, FIFA je obaviještena da je austrijski nogometni savez ukinut, što je značilo povlačenje sa Svjetskog prvenstva, dok je njemačka momčad predstavljala i Austriju. Teoretski, ujedinjena momčad mogla je biti jača od obje pojedinačno, ali njemački trener Sepp Herberger imao je malo vremena i vrlo malo utakmica za pripremu i spajanje vrlo različitih stilova igre. Početkom travnja, Herberger je zahtijevao da nastupe dva odvojena tima, ali Hans von Osten und Tschammer je jasno rekao da očekuje omjer 5:6 ili 6:5 igrača iz dvije dosadašnje momčadi.
Kao rezultat toga, pet igrača iz Rapida, Vienne te Austrije iz Beča bili su dio tima koji je uspio samo remizirati 1:1 u grupnoj fazi protiv Švicarske, koja je zahtijevala revanš. Budući da je Rapidov napadač Pesser bio isključen, a Herberger nije bio zadovoljan s dva preostala, morao je mijenjati postavu na šest mjesta da bi ispunio omjer 6:5 ponovno. Reprezentacija sastavljena od Nijemaca vodila je protiv Švicarske 2:0 nakon 15 minuta igre, ali na kraju izgubila 2:4 u Parizu, pred prilično antinjemački raspoloženim Francuzima i švicarcima, jer je samo nekoliko njemačkih navijača bilo u mogućnosti putovati u Francusku zbog njemačkog ograničenja razmjene stranih valuta.
Nakon Drugog svjetskog rata, Austrija se ponovno odvojila od Njemačke. Austrija je najbolji rezultat ostvarila 1954., kada su izgubili u polufinalu 1:6 od kasnijeg prvaka Njemačke, i završila treća nakon pobjede nad Urugvajem 3:1. To je bio nažalost posljednji put da se Austrija vinula do samoga vrha jednog od najvećih turnira.
Tijekom godina, razvilo se jako rivalstvo s Njemačkom.

### 1970-e i 1980-e
Na krilima legendarnog napadača Hansa Krankla te pojačana zvijezdom Brunom Pezzeyem, Austrija je dosegla Svjetsko prvenstvo 1978. i 1982., i oba puta prošli su u drugi krug, gdje su ponovno formirane skupine, koje su zamijenile nokaut fazu četvrtfinala. Ova Austrijska momčad, trenera Helmuta Senekowitscha, je naširoko cijenjena kao daleko najbolja austrijska nogometna reprezentacija nakon Drugog svjetskog rata.
Na Svjetskom prvenstvu 1978. u Argentini, izgubili su dvije utakmice i gotovo sigurno završili bi posljednji u svojoj grupi od četiri ekipe, u drugom krugu, ali uložili su poseban napor u posljednjoj utakmici u Cordobi protiv Zapadne Njemačke, koja je još uvijek imala priliku kvalificirati se u finale. Austrijanci su također uništili branitelju svjetskog naslova sve šanse da barem uđu u utakmicu za treće mjesto, pobijedivši ih 3:2, s dva pogotka Krankla, te autogolom Nijemaca. Slavlje radio komentatora Edija Fingera u izvješću postalo je poznato u Austriji, a sama utakmica je nazvana "Čudom iz Cordobe", dok su Nijemci smatrali da je igra i austrijsko ponašanja bilo sramotno.
Tijekom Svjetskog prvenstva 1978. u Španjolskoj, Austrija i Zapadna Njemačka su se ponovno susreli, u zadnjoj utakmici 1. kola. Budući da su druge dvije ekipe u skupini već odigrale svoje utakmice prethodnog dana, obje momčadi su znale da ako Zapadna Njemački pobijedi jednim golom razlike, da bi oba tima prošla dalje, dok bi svi ostali rezultati eliminirali jedan ili drugi tim. Nakon desetak minuta bijesnih napada, Horst Hrubesch je zabio za Zapadnu Njemačku, nakon čega su ekipe uglavnom nabijale loptu, oko osamdeset minuta, s nekoliko pokušaja napada. Igra je postala poznata kao Gijonski pakt o nenapadanju. Alžir je također pobijedio u dvije utakmice, uključujući i šokantno iznenađenje nad Njemačkom na otvaranju, ali među tri momčadi koje su pobijedile u dvije utakmice, eliminiran je na temelju gol-razlike, nakon što je primio dva kasna gola u pobjedi od 3:2 nad Čileom. Alžirski navijači su bili s razlogom bijesni, a čak i austrijski i zapadnonjemački navijači pokazali su da su iznimno nesretni načinom njihova prolaza. Zbog ove utakmice, na svim budućim turnirima posljednje utakmice skupine igraju se u isto vrijeme.
Austrija i Sjeverna Irska eliminirane su porazima od Francuske u drugom krugu grupne faze s po tri ekipe.

### 1990-e
Predvođeni napadačem Tonijem Polsterom, Austrija se kvalificirala na Svjetsko prvenstvo 1990., ali su eliminirani u prvom krugu.
Mnogo gori je bio zapanjujući 0:1 poraz od Farskih Otoka u kvalifikacijama za Europsko prvenstvo 1992., koji se smatra najgorom neugodnosti u bilo kojem austrijskom timskiom sportu ikad, i jednim od najvećih nogometnih senzacija u povijesti. Utakmica se igrala u Landskroni, u Švedskoj, jer nije bilo travnatih terena na Otocima. To je bio nagovještaj stvari koje dolaze: Austrija je doživjela još nekoliko godina propalih kvalifikacija, bez obzira na to što je igrala vrlo zanimljiv nogomet u završnim fazama kvalifikacija za Euro 96.
Na Svjetskom prvenstvu 1998., Austrija je izvučena u skupinu B zajedno s Italijom, Kamerunom i Čileom. Njihov nastup bio je kratak ali sadržajan, jer su postigli zanimljiv podvig: postizali su golove u sudačkim nadoknadama u svakoj od svojih utakmica. Protiv Kameruna, supergol Pierrea Njanke je anuliran kasnim pogotkom Tonija Polstera. U drugoj utakmici, Ivica Vastić je bio taj koji je izjednačio rezultat, te time poništio prednost Čilea, koji je vodio spornim pogotkom Marcela Salasa. Austrija nije bila toliko sretna u svojoj presudnoj, posljednjoj utakmici, na Stade de France-u. Italija je zabila dvaput nakon prvog poluvremena, strijelci su bili Christian Vieri i Roberto Baggio. Jedanaesterac kojeg je izveo Andreas Herzog u sudačkoj nadoknadi je zadržao austrijski neobični podvig, ali nije bio dovoljan da spriječi da Austrija završi treća u skupini, iza Talijana i Čileanaca.

### 21. stoljeće
U posljednjih nekoliko godina, uglavnom zbog toga što su se mnogi od igrača momčadi iz 1997./98. povukli iz reprezentacije ili nogometa uopće, kvaliteta igre Austrijske reprezentacije opada. Nisu se uspjeli kvalificirati na sljedeća Svjetska i Europska prvenstva, te su pretrpjeli niz ekstremnih neugodnosti (sličnih porazu od Farskih otoka), kao što su poraz 9:0 od Španjolske i 5:0 od Izraela 1999. 2006., Josef Hickersberger je postao trener austrijske reprezentacije, ostvarivši značajnu pobjedu protiv Švicarske krajem 2006., zaustavivši seriju loših rezultata.
Austrija se automatski kvalificirala na Europsko prvenstvo 2008., kao suorganizator. Bio je to njihov prvi veliki turnir u deset godina. Većina komentatora smatrala ih je autsajderima u skupini s Njemačkom, Hrvatskom i Poljskom. Mnogi od njihovih navijača slagali su se s tim i 10.000 Austrijanaca je potpisalo peticiju kojom su zahtijevali da se Austrija povuče iz turnira, da poštedi naciju neugodnosti. Međutim, Austrija je ostvarila bolje rezultate od očekivanih. Uspjeli su izvući neriješeno s Poljskom (1:1), namučili su Hrvate u porazu 1:0 i hrabro se branili protiv Nijemaca, ali Ballackov slobodni udarac zapečatio je Austrijancima poraz od 1:0.
Nedugo nakon austrijskog ispadanja s turnira u prvom krugu, Josef Hickersberger daje ostavku s mjesta izbornika reprezentacije. Karel Bruckner, koji je podnio ostavku s mjesta izbornika Češke nakon što je ta zemlja u ispala u prvom krugu Eura 2008., uskoro je imenovan kao njegova zamjena. Nakon samo osam mjeseci Karel Bruckner je otpušten u ožujku 2009., a mjesto je potom preuzeo Didi Constantini. Iako Austrija nije uspjela osigurati automatsku kvalifikaciju ili mjesto u doigravanju za Svjetsko prvenstvo 2010., pod Brucknerom su ipak uspjeli ostvariti nezaboravnu pobjedu od 3:1 nad Francuskom tijekom kvalifikacija, koji je također bio jedina poraz Francuske u kvalifikacijama. Ostale značajnije utakmice su bile Austrija-Rumunjska 1:1, u gostima, i Austrija-Rumunjska 2:1, na domaćem terenu.
Od tada, austrijska momčad je odigrala prijateljsku utakmicu protiv Danske s Arsenalovom superzvijezdom Nicklasom Bendtnerom, koju su pobijedili 2:1. Još tri prijatelske utakmice su odigrane: 19. svibnja 2010. protiv Hrvatske, 11. kolovoza 2010. protiv susjeda Švicarske i 9. veljača 2011. protiv Nizozemske. U kvalifikacijama za Europsko prvenstvo u 2012. godini, Austrijanci su igrali protiv Kazahstana, Azerbajdžana, Belgije, Turske i Njemačke.

## Trenutačni sastav
Zadnji put ažurirano: 5. lipnja 2021.
| 0#0 | Poz. | Igrač                           | Datum rođenja (dob)           | Nastupi | Golovi | Klub                     |
| --- | ---- | ------------------------------- | ----------------------------- | ------- | ------ | ------------------------ |
| 1   | G    | Alexander Schlager              | 1. veljače 1996. (dob: 25)    | 6       | 0      | LASK                     |
| 2   | B    | Andreas Ulmer                   | 30. listopada 1985. (dob: 35) | 23      | 0      | Red Bull Salzburg        |
| 3   | B    | Aleksandar Dragović             | 6. ožujka 1991. (dob: 30)     | 90      | 2      | Bayer Leverkusen         |
| 4   | B    | Martin Hinteregger              | 7. rujna 1992. (dob: 28)      | 54      | 4      | Eintracht Frankfurt      |
| 5   | B    | Stefan Posch                    | 14. svibnja 1997. (dob: 24)   | 10      | 1      | 1899 Hoffenheim          |
| 6   | V    | Stefan Ilsanker                 | 18. svibnja 1989. (dob: 32)   | 50      | 0      | Eintracht Frankfurt      |
| 7   | N    | Marko Arnautović                | 19. travnja 1989. (dob: 32)   | 87      | 26     | Shanghai Port            |
| 8   | B    | David Alaba                     | 24. lipnja 1992. (dob: 28)    | 80      | 14     | Bayern München           |
| 9   | V    | Marcel Sabitzer                 | 17. ožujka 1994. (dob: 27)    | 49      | 8      | RB Leipzig               |
| 10  | V    | Florian Grillitsch              | 7. kolovoza 1995. (dob: 25)   | 22      | 1      | 1899 Hoffenheim          |
| 11  | N    | Michael Gregoritsch             | 18. travnja 1994. (dob: 27)   | 25      | 4      | FC Augsburg              |
| 12  | G    | Pavao Pervan                    | 13. studenoga 1987. (dob: 33) | 7       | 0      | VfL Wolfsburg            |
| 13  | G    | Daniel Bachmann                 | 9. srpnja 1994. (dob: 26)     | 1       | 0      | Watford                  |
| 14  | V    | Julian Baumgartlinger (kapetan) | 2. siječnja 1988. (dob: 33)   | 83      | 1      | Bayer Leverkusen         |
| 15  | B    | Philipp Lienhart                | 11. srpnja 1996. (dob: 24)    | 3       | 0      | SC Freiburg              |
| 16  | V    | Christopher Trimmel             | 24. veljače 1987. (dob: 34)   | 12      | 0      | Union Berlin             |
| 17  | V    | Louis Schaub                    | 29. prosinca 1994. (dob: 26)  | 20      | 6      | Luzern                   |
| 18  | V    | Alessandro Schöpf               | 7. veljače 1994. (dob: 27)    | 26      | 5      | Schalke 04               |
| 19  | V    | Christoph Baumgartner           | 1. kolovoza 1999. (dob: 21)   | 9       | 3      | 1899 Hoffenheim          |
| 20  | V    | Karim Onisiwo                   | 17. ožujka 1992. (dob: 29)    | 11      | 1      | Mainz 05                 |
| 21  | B    | Stefan Lainer                   | 27. kolovoza 1992. (dob: 28)  | 29      | 1      | Borussia Mönchengladbach |
| 22  | V    | Valentino Lazaro                | 24. ožujka 1996. (dob: 25)    | 30      | 3      | Borussia Mönchengladbach |
| 23  | V    | Xaver Schlager                  | 28. rujna 1997. (dob: 23)     | 20      | 1      | VfL Wolfsburg            |
| 24  | V    | Konrad Laimer                   | 27. svibnja 1997. (dob: 24)   | 8       | 1      | RB Leipzig               |
| 25  | N    | Saša Kalajdžić                  | 7. srpnja 1997. (dob: 23)     | 6       | 3      | VfB Stuttgart            |
| 26  | B    | Marco Friedl                    | 16. ožujka 1998. (dob: 23)    | 3       | 0      | Werder Bremen            |

## Statistike
| Broj | Igrač                | Godine           | Nastupi | Golovi |
| ---- | -------------------- | ---------------- | ------- | ------ |
| 1    | Andreas Herzog       | 1988. – 2003.    | 103     | 26     |
| 2    | Anton Polster        | 1982. – 2000.    | 95      | 44     |
| 3    | Gerhard Hanappi      | 1948. – 1964.    | 93      | 12     |
| 4    | Karl Koller          | 1952. – 1965.    | 86      | 5      |
| 5    | Marko Arnautović*    | 2008. – trenutno | 85      | 26     |
| 0 6  | Friedrich Koncilia   | 1970. – 1985.    | 84      | 0      |
| 0 6  | Bruno Pezzey         | 1975. – 1990.    | 84      | 9      |
| 8    | Herbert Prohaska     | 1974. – 1989.    | 83      | 10     |
| 9    | Aleksandar Dragović* | 2009. – trenutno | 80      | 1      |
| 10   | Christian Fuchs*     | 2006. – 2016.    | 78      | 1      |

| Broj | Igrač             | Godine           | Golovi | Nastupi |
| ---- | ----------------- | ---------------- | ------ | ------- |
| 1    | Anton Polster     | 1982. – 2000.    | 44     | 95      |
| 2    | Johann Krankl     | 1973. – 1985.    | 34     | 69      |
| 3    | Johann Horvath    | 1924. – 1934.    | 29     | 46      |
| 0 4  | Erich Hof         | 1957. – 1968.    | 28     | 37      |
| 0 4  | Marc Janko        | 2006. – 2019.    | 28     | 70      |
| 6    | Anton Schall      | 1927. – 1934.    | 27     | 28      |
| 0 7  | Matthias Sindelar | 1926. – 1937.    | 26     | 43      |
| 0 7  | Marko Arnautović* | 2008. – trenutno | 26     | 85      |
| 0 7  | Andreas Herzog    | 1988. – 2003.    | 26     | 103     |
| 10   | Karl Zischek      | 1931. – 1945.    | 24     | 40      |

## Uspjesi na velikim natjecanjima
| Prvenstvo                    | Rezultat              |
| ---------------------------- | --------------------- |
| Urugvaj 1930.                | Nije sudjelovala      |
| Italija 1934.                | Četvrto mjesto        |
| Francuska 1938.              | Povukla se            |
| Brazil 1950.                 | Povukla se            |
| Švicarska 1954.              | 000Treće mjesto       |
| Švedska 1958.                | Grupna faza           |
| Čile 1962.                   | Povukla se            |
| Engleska 1966.               | Nije se kvalificirala |
| Meksiko 1970.                | Nije se kvalificirala |
| SR Njemačka 1974.            | Nije se kvalificirala |
| Argentina 1978.              | Drugi krug            |
| Španjolska 1982.             | Drugi krug            |
| Meksiko 1986.                | Nije se kvalificirala |
| Italija 1990.                | Grupna faza           |
| SAD 1994.                    | Nije se kvalificirala |
| Francuska 1998.              | Grupna faza           |
| Južna Koreja i Japan 2002.   | Nije se kvalificirala |
| Njemačka 2006.               | Nije se kvalificirala |
| Južnoafrička Republika 2010. | Nije se kvalificirala |
| Brazil 2014.                 | Nije se kvalificirala |
| Rusija 2018.                 | Nije se kvalificirala |

| Prvenstvo                  | Rezultat              |
| -------------------------- | --------------------- |
| Francuska 1960.            | Nije se kvalificirala |
| Španjolska 1964.           | Nije se kvalificirala |
| Italija 1968.              | Nije se kvalificirala |
| Belgija 1972.              | Nije se kvalificirala |
| Jugoslavija 1976.          | Nije se kvalificirala |
| Italija 1980.              | Nije se kvalificirala |
| Francuska 1984.            | Nije se kvalificirala |
| SR Njemačka 1988.          | Nije se kvalificirala |
| Švedska 1992.              | Nije se kvalificirala |
| Engleska 1996.             | Nije se kvalificirala |
| Belgija i Nizozemska 2000. | Nije se kvalificirala |
| Portugal 2004.             | Nije se kvalificirala |
| Austrija i Švicarska 2008. | Grupna faza           |
| Poljska i Ukrajina 2012.   | Nije se kvalificirala |
| Francuska 2016.            | Grupna faza           |
| Europa 2020.               | Osmina finala         |
| Europa 2024.               | Osmina finala         |

## Vanjske poveznice
- Službena web stranica
- RSSSF arhiva rezultata od 1902. do 2003.
- RSSSF arhiva najboljih strijelaca i igrača s najviše nastupa
- RSSSF arhiva izbornika od 1902. do 1999.
- Austrijska nogometna reprezentacija /Ambrosius Kutschera/